# Metachrostis contingens
Metachrostis contingens är en fjärilsart som beskrevs av Moore 1888. Metachrostis contingens ingår i släktet Metachrostis och familjen nattflyn. Inga underarter finns listade i Catalogue of Life.